# Мадагаскар (филм)
Вижте пояснителната страница за други значения на Мадагаскар.
Мадагаскар (на английски: Madagascar) е американски анимационен комедиен филм от 2005 г., продуциран от Дриймуъркс Анимейшън и Пи Ди Ай/Дриймуъркс и разпространяван от Дриймуъркс Пикчърс. Режисиран от Ерик Дарнъл и Том Макграт, които са и сценаристи заедно с Марк Бъртън и Били Фролик, филмът е озвучен от Бен Стилър, Крис Рок, Дейвид Шуимър и Джейда Пинкет Смит. Четири животни от зоопарка в Сентръл Парк се оказват изоставени на остров Мадагаскар и трябва да се приспособят към живота в дивата природа. Филмът включва музикална партитура от Ханс Цимер, както и кавър версия на песента I Like to Move It в изпълнение на Саша Барън Коен, която впоследствие се превръща в повтаряща се тематична песен в цялата поредица.
Филмът излиза по кината на 27 май 2005 г. и получава смесени отзиви от критиците — визуалният стил и обаянието му са високо оценени, но сюжетът и хуморът са обект на критика. Мадагаскар постига касов успех, като реализира приходи от 556,6 милиона долара при производствен бюджет от 75 милиона, което го нарежда на шесто място сред най-касовите филми за 2005 г. Успехът на филма поставя началото на мултимедийна франчайз поредица, включваща две продължения, спин-оф филм, няколко късометражни филма, телевизионни сериали и специални епизоди, както и редица видеоигри, атракциони в увеселителни паркове и сценични спектакли на живо.

## Сюжет
В Ню Йорк лъв на име Алекс живее в зоопарка в Сентръл Парк и е главната атракция, известна като „Краля на Ню Йорк“. Неговите приятели са Мелман, който е от вида мрежест жираф, Глория — хипопотам, и Марти — зебра. Марти е уморен от еднообразното си ежедневие в зоопарка и копнее да изживее свободата на дивата природа. На десетия си рожден ден Марти не се чувства щастлив, въпреки опитите на Алекс, Мелман и Глория да го развеселят. През нощта той разбира, че пингвините от зоопарка — Скипър, Ковалски, Рико и Редник — се опитват да избягат в Антарктида. В стремежа си да осъществи мечтата си за дивия живот, Марти ги последва извън зоопарка.
Марти се отправя към Гранд Сентрал Търминал, за да хване влак към щата Кънектикът. Алекс, Мелман и Глория забелязват липсата му и тръгват след него. Те, заедно с пингвините и шимпанзетата Мейсън и Фил, се озовават на гарата, където полицаи, пожарникари и служители по контрол на животните ги залавят. Под натиска на природозащитници, зоопаркът е принуден да изпрати избягалите животни с кораб към природен резерват в Кения. По време на пътуването пингвините успяват да се измъкнат от сандъците си и поемат контрола над кораба, насочвайки го към Антарктида, без да осъзнават, че по този начин сандъците с Алекс и приятелите му падат зад борда.
След като се озовават на брега на африканския остров Мадагаскар, четиримата попадат на местните лемури, водени от пръстеноопашатия лемур крал Джулиън XIII. Хищните фоси нападат лемурите, но бягат уплашени от страховития външен вид на Алекс. Обзет от носталгия, Алекс обвинява Марти за тяхното положение и прави няколко неуспешни опита да бъде спасен. Марти открива, че животът на Мадагаскар е точно това, за което е мечтал, и скоро Глория и Мелман се присъединяват към него. Без суровите пържоли, с които е хранен в зоопарка, у Алекс се събуждат хищническите инстинкти.
На следващата сутрин крал Джулиън и неговата лемурска армия убеждават поданиците си да се сприятелят с корабокрушенците, надявайки се, че присъствието на Алекс ще държи фосите надалеч, въпреки предупрежденията на съветника му Морис, ай-ай. След кратък срив и уплашени приятели, Алекс избягва в територията на фосите. Виждайки какъв е станал Алекс и колко опасен може да бъде дивият живот, Марти започва да съжалява, че е напуснал зоопарка.
След като разбират, че Антарктида е негостоприемна, пингвините решават да върнат кораба на Мадагаскар. Виждайки възможност най-накрая да се приберат у дома, Марти проследява Алекс до територията на фосите и го убеждава, че корабът е пристигнал. В този момент фосите ги нападат. Глория, Мелман и пингвините се притичват на помощ, но са значително превъзхождани по брой. Алекс, преодолял хищническите си инстинкти, се връща и спасява приятелите си, прогонвайки фосите завинаги от територията на лемурите.
Пингвините задоволяват глада на Алекс със суши, което той намира за по-вкусно от пържола. Докато лемурите организират прощално тържество за групата, пингвините решават да не казват на никого, че горивото на кораба е свършило, оставяйки всички временно заседнали на острова.

## Актьорски състав
- Бен Стилър – Алекс, африкански лъв и най-добрият приятел на Марти. Том Макграт обяснява: „Бен Стилър беше първият актьор, когото поканихме за участие, и знаехме, че искаме неговият герой, Алекс, да бъде голям лъв-звезда с уязвима страна“.[4]
- Крис Рок – Марти, равнинна зебра и най-добрият приятел на Алекс. Макграт обяснява характера му така: „Марти е тип, който си мисли, че животът може да предлага нещо повече от това, което има в зоопарка. Искахме героят му да бъде енергичен, затова избрахме Крис Рок“.[4]
- Дейвид Шуимър – Мелман, искрен и несръчен мрежест жираф и един от приятелите на Алекс, който страда от страх от микроби.[4] Докато търсят актьор за гласа на Мелман, те чуват гласа на Шуимър в Приятели и, според Макграт, решават, че „звучи наистина добре“.[4]
- Джейда Пинкет Смит – Глория, остроумна и уверена хипопотамка, една от приятелките на Алекс. Макграт споделя, че са открили всички тези черти в гласа на Джейда Пинкет Смит, когато я чуват.[4]
- Саша Барън Коен – Крал Джулиън XIII, котешки лемур и водач на лемурската общност в Мадагаскар. Първоначално героят е трябвало да има „две реплики“, но при прослушването Саша Барън Коен импровизира осемминутен монолог с индийски акцент.[5]
- Седрик Шоумена – Морис, ай-ай, кралски съветник на Джулиън XIII.
- Анди Риктър – Морт, миши лемур на Гудман, най-големият почитател на краля и най-добър приятел на Морис.
- Том Макграт – Скипър, антарктически пингвин, който ръководи команден отряд, състоящ се от него и още трима пингвини. Макграт, който е също съсценарист и сърежисьор на филма, първоначално озвучава героя в работните версии на записа.[6][7] Израснал с филми с участието на корави актьори като Джон Уейн, Чарлтън Хестън и Робърт Стак, именно последният е този, когото Макграт иска за гласа на Скипър.[8] Стак е поканен да озвучи героя, но умира две седмици преди началото на продукцията по анимацията.[8][9][10] След това изпълнителният директор на Дриймуъркс Анимейшън, Джефри Каценберг, решава да запази временния глас, като Макграт обяснява: „Хората вече бяха свикнали с моя глас. Знаехме, че работи, когато го показахме на пробни прожекции“.[8] Много от чертите на героя са базирани на работата на Стак.[10] Макграт особено подчертава Недосегаемите, криминален телевизионен сериал от 1959 г. с участието на Стак.[10]
- Крис Милър – Ковалски, антарктически пингвин, дясна ръка на Скипър и разузнавач на екипа.[6]
  - Милър също озвучава Тимо, тенрек, който присъства на събранието на крал Джулиън.
- Джефри Каценберг – Рико, антарктически пингвин, който е експерт по експлозиви и доставчик на оръжия в екипа на Скипър, известен с непредсказуемото си поведение и комуникация чрез грухтене и писукане.[6] Мирей Сория, продуцентката на филма, коментира незаслужено неотбелязаната роля на Каценберг: „Иронията за нас е, че именно той не говори. В това има нещо много дадистично, нали?“.[6]
  - Каценберг също озвучава Абнър, синеок лемур, който се появява в сцената в рая.
- Кристофър Найтс – Редник, антарктически пингвин, който има английски акцент. Кротък и ентусиазиран новобранец в екипа на Скипър.[6] Найтс също така е помощник-монтажист на филма.[6]
- Конрад Върнън – Мейсън, обикновено шимпанзе. Фил, другото шимпанзе, няма озвучаване и комуникира с Мейсън чрез жестомимичен език. Фил е този, който може да чете, докато Мейсън не може.
- Ерик Дарнъл и Том Макграт – Фоса.
  - Дарнъл също озвучава Хектор и Хорст, два лемура.
- Дейвид Смит – Панчо, венценосен лемур.
  - Смит също озвучава Бека, черен лемур
- Коди Камерън – Уили, червеночел кафяв лемур, който присъства на събранието на Джулиън.
- Елайза Габриели – Нана, възрастна нюйоркчанка с идиш акцент. Габриели предоставя някои фонови гласове, докато режисьорите и продуцентът я питат заедно с останалите актьори дали искат да опитат гласовете си за ролята. Когато вижда черно-бяла скица на Нана, Габриели разбира, че иска да я озвучи. Тя изгражда гласа на Нана по модел на руските и унгарските си баби и своя доведен баща, въпреки че първоначално не вярва, че гласът ѝ ще остане във финалния филм.[11]
- Боб Сагет – Пал, синьо-жълт ара.
- Дейвид Каугил – Полицейски кон.
- Стивън Апостолина – Полицай.

## Производство
Според режисьора Том Макграт, идеята за Мадагаскар започва като едно изречение и отнема две години разработка, докато бъде усъвършенствана до момента, в който четиримата главни герои са финализирани. През 1998 г. Дриймуъркс и Пи Ди Ай започват работа по анимационен филм със заглавие Rockumentary, който представя рок група от пингвини в стил Бийтълс, а режисьор на проекта е Ерик Дарнъл, след като приключва работата си по Мравката Z. Идеята е изоставена през 2001 г., но след като започва продукцията на Мадагаскар, Дарнъл решава да възроди пингвините – този път като команден отряд, а не като рок група.
„Когато с Ерик Дарнъл се срещнахме за пръв път, той работеше върху Rockumentary – пародия на A Hard Day’s Night с четири пингвина. Проектът бе замразен заради проблеми с музикалните права. Докато аз работех върху сцената с бурята в морето, с Ерик решихме, че ще бъде забавно, ако пингвините поемат контрола над кораба и го насочат към Антарктида. Мислех си за сериала Специален отряд (1975), но с пингвини – да играем с агресивността им, съчетана с тяхната сладост. С развитието на филма ги използвахме, за да създадем паралелна история за животни, които се опитват да се върнат там, където смятат, че принадлежат“.
Първоначално Джулиън е замислен като второстепенен герой с едва две реплики. Но когато Саша Барън Коен се явява на прослушване за ролята, импровизира индийски акцент и осем минути диалог. Филмовият екип намира изпълнението му за толкова забавно, че пренаписва сценария и превръща героя в много по-важен персонаж – „крал на лемурите“. Първоначално ролята е предложена и на Дейна Карви, но я отказва, тъй като по това време е зает с отглеждането на децата си.

## Музика
Сандтракйт към филма е издаден от Гефен Рекърсд и Ю Им Джи Саундтракс на 24 май 2005 г. Особено внимание от страна на критиката получава кавърът на I Like to Move It в изпълнение на Саша Барън Коен, който впоследствие се превръща в повтаряща се тематична песен в цялата поредица Мадагаскар.
Музиката е композирана от честия сътрудник на студиото – Ханс Цимер, с допълнителна музика от Джеймс Дуъли, Ейтор Перейра, Джеймс С. Ливайн и Райланд Алисън. Цимер също така адаптира инструменталната композиция на Джон Бари от Born Free в едноименен трак в саундтрака; кавър версията на песента, изпълнена от хора на Мормонската табернакълска църква, е използвана в началните надписи на филма. Първоначално се е предвиждало Хари Грегсън-Уилямс, който преди това е работил с Дриймуъркс по Мравката Z, Бягството на пилето, първите два филма от Шрек и Синбад: Легендата за седемте морета, да композира музиката за филма. Във филма звучи и песента на Луис Армстронг What a Wonderful World.

## Домашна употреба
Мадагаскар излиза на VHS и DVD на 15 ноември 2005 г. DVD изданието включва кратък анимационен филм — Пингвините от Мадагаскар: Коледна щуротия и музикален клип I Like to Move It, в който герои от филма танцуват под звуците на песента.
През февруари 2006 г. Парамаунт Пикчърс придобива правата върху всички филми, издадени от Дриймуъркс в периода 1997–2005 г., след сделка на Виаком на стойност 1,6 милиарда долара за закупуване на игралните и телевизионните активи на компанията. Освен това Парамаунт подписва шестгодишен договор за разпространение на стари и бъдещи анимационни филми на Дриймуъркс Анимейшън, след като през 2004 г. анимационният отдел се отделя като самостоятелна компания от подразделението за игрални филми. Blu-ray версия на филма излиза на 23 септември 2008 г. от Парамаунт Хоум Ентъртейнмънт, за да съвпадне с премиерата на Мадагаскар 2. На 16 август 2010 г. Парамаунт Хоум Ентъртейнмънт издава кутия с 10 филма, озаглавена DreamWorks Animation Ultimate Box Set, която включва Мадагаскар, Мадагаскар 2 и още 8 анимационни филма на Дриймуъркс.
На 31 декември 2012 г. дистрибуторският договор между Дриймуъркс Анимейшън и Парамаунт официално приключва, а през юли 2014 г. Дриймуъркс Анимейшън обявява, че си е възвърнала правата за разпространение на всичките си филми от Парамаунт, като ги прехвърля на новия си партньор — Туентиът Сенчъри Фокс. На 28 април 2016 г. Дриймуъркс Анимейшън е закупена от Ен Би Си Юнивърсъл за 3,8 милиарда долара. На 27 май 2025 г. Юнивърсъл Пикчърс Хоум Ентъртейнмънт обявява, че филмът ще бъде издаден на Ultra HD Blu-ray на 22 юли 2025 г. по повод 20-годишнината от премиерата му.

### Книга
The Madagascar – Movie Storybook е написана от Били Фролик и илюстрирана от Майкъл Кьолш, и е издадена от Сколастик през 2005 г. Кьолш е илюстратор и на Madagascar: Escape 2 Africa – Movie Storybook, издадена през 2008 г.

## Прием

### Боксофис
Филмът постига търговски успех. През премиерния си уикенд приходите му възлизат на  47 224 594 долара, със среден приход от 11431 долара на киносалон от общо 4131 салона, което го нарежда на трето място по приходи за уикенда, след Междузвездни войни: Епизод III – Отмъщението на ситите. Въпреки това, на следващата седмица филмът успява да заеме първото място в боксофиса на САЩ с приходи от  28 110 235 долара. В крайна сметка, Мадагаскар реализира 193 595 521 долара приходи в Съединените щати и  362 964 045 долара от другите пазари, с обща световна печалба от 556 559 566 долара.

### Реакция на критиката
В сайта Rotten Tomatoes филмът получава 55% одобрение на база 192 рецензии, със средна оценка 6.1/10. Общото мнение гласи: „Въпреки че сюжетът е проблематичен на места, а хуморът не винаги попада в целта при възрастната публика, Мадагаскар впечатлява с визуалните си качества и достатъчно жизнен чар, за да забавлява децата“. В Metacritic филмът има резултат 57 от 100, базиран на 36 рецензии, което означава „смесени или средни“ отзиви. Аудиторията, анкетирана от CinemaScore, дава на филма средна оценка A− по скалата от A+ до F.
Пол Аренд от Би Би Си дава на филма 4 от 5 звезди, като пише: „Приятно е да се гледа анимация, която толкова категорично избягва сантименталността – нещо потвърдено от комичната гибел на едно ангелско патенце. Горещо препоръчително за деца и възрастни“. Джеф Стриклър от Стар Трибюн поставя 3 от 4 звезди, описвайки го като „добродушен детски филм“ и добавя: „Тази компютърна анимация прави достатъчно реверанси към възрастната публика, за да не скучаят родителите, но очевидно е насочена към най-малките“. Ан Хорнадей от Вашингтон Поуст описва филма като „невероятно забавен“ и пише: „Заедно с класики като Шрек, Търсенето на Немо и Феноменалните, Мадагаскар със сигурност ще заеме заслужено място в домашните видеотеки на милиони семейства като сигурен избор за съботна вечер“. Кенет Тюран от Лос Анджелис Таймс го нарича „добронамерено, приятно лакомство, което предлага лежерно забавление, пренасяйки компютърната анимация в света на класическите Шантави рисунки“. Пол Клинтън от Си Ен Ен пише, че филмът е „възхитителен“ и допълва: „Сценаристите и режисьори Макграт и Ерик Дарнъл, заедно с целия си екип, са се справили чудесно с тази мила и причудлива история“.
Роджър Ебърт дава на филма 2.5 от 4 звезди, като отбелязва: „Филмът е забавен, особено в началото, и изглежда добре в ретро карикатурен стил“, но добавя: „В свят, в който стандартите бяха вдигнати от Търсенето на Немо, Шрек и Феноменалните, това е по-скоро връщане към по-конвенционална форма на анимационно развлечение“. Филипа Хоукър от Сидни Морнинг Хералд също дава 2.5 от 4 звезди, като пише: „Мадагаскар, въпреки някои избухвания на глуповат хумор, сякаш е ограничен от формула, която гарантира базово удоволствие, но никога не се усеща вдъхновяващо“. Рик Гроън от Глоуб енд Мейл поставя 2 от 4 звезди, определяйки сценария като „тънък като вафла сюжет, който би подхождал на Силвестър и Туити, но изчезва безследно, когато се разтегне върху повече от 80 минути“. Антъни Оливър Скот от Ню Йорк Таймс пише, че филмът „не поражда никакво чувство за чудо, освен ако не се чудите как толкова много талант, техническо умение и пари могат да доведат до толкова малко“.

## Продължения, спин-офи и телевизионни сериали
Филмът поставя началото на франчайз с две продължения – Мадагаскар 2, излязъл през 2008 г., и Мадагаскар 3, излязъл през 2012 г.
Спин-оф сериалът Пингвините от Мадагаскар има премиера по Никелодеон през 2008 г. Този спин-оф по-късно е адаптиран в пълнометражния филм Пингвините от Мадагаскар през 2014 г. Друг спин-оф сериал, озаглавен Да живее крал Джулиън, стартира в Netflix през 2014 г.
Предисторията Madagascar: A Little Wild има премиера през 2020 г. в платформите Hulu и Peacock. Франчайзът Мадагаскар също така ражда множество късометражни филми, видеоигри и други медийни продукции, както и тематични паркови атракциони и сценични спектакли на живо.

## В България
Премиерата на Мадагаскар по кината в България е на 9 септември 2005 г. от Съни Филмс.
През 2006 г. е издаден на VHS и DVD, разпространявани от Прооптики България. VHS изданието е озвучен на български език, а DVD изданието е със български субтитри.
Филмът е издаден и на Blu-Ray със субтитри на български език на 23 февруари 2015 г., разпространяван от A+Films.
На 20 декември 2008 г. е излъчен за първи път по bTV в събота от 20 ч., а на 13 декември 2009 г. се излъчва отново с разписание неделя от 13:00 ч. През 2010 г. е излъчен многократно по Нова телевизия и Diema 2 (Kino Nova).
На 1 януари 2016 г. е излъчен по БНТ 1 в петък от 16:55 ч., а на 27 март 2017 г. е излъчен отново с разписание в неделя от 14:30 ч.
На 8 юли 2021 г. се излъчва и по bTV Comedy с разписание четвъртък от 10:00 ч.
Синхронен дублаж
| Роля                  | Изпълнител                                         |
| --------------------- | -------------------------------------------------- |
| Алекс                 | Анислав Лазаров                                    |
| Марти                 | Ненчо Балабанов                                    |
| Глория                | Здрава Каменова                                    |
| Крал Джулиън          | Димитър Иванчев                                    |
| Морис                 | Стефан Сърчаджиев                                  |
| Скипър                | Петър Върбанов                                     |
| Мейсън Полицайски кон | Николай Пърлев                                     |
| Други гласове         | Веселин Калановски Нина Гавазова Христо Чешмеджиев |

| Обработка              | Александра Аудио  |
| ---------------------- | ----------------- |
| Преводач               | Нина Гавазова     |
| Режисьор на дублажа    | Христо Чешмеджиев |
| Изпълнителен продуцент | Васил Новаков     |

Войсоувър дублаж
| Озвучаващи артисти  | Елена Русалиева Петър Бонев Сотир Мелев Станислав Димитров Момчил Степанов |
| Преводач            | Силвия Вълкова                                                             |
| Тонрежисьор         | Сибин Златарев                                                             |
| Режисьор на дублажа | Добрин Добрев                                                              |